# Monumento a Carlo Cattaneo
Il monumento a Carlo Cattaneo è una scultura di Ettore Ferrari posta in via Santa Margherita a Milano.

## Descrizione dell'opera
La scultura in bronzo raffigura Carlo Cattaneo con una fascia a tracolla mentre appoggia la mano destra su un libro.
Sul fronte del piedistallo è ritratta la scena del rifiuto dell'armistizio proposto da Radetzky durante le Cinque giornate di Milano; nei medaglioni ai lati sono presenti due allegorie della Sapienza e del Pensiero. Sul retro del piedistallo è presente altra allegoria della Libertà o della Repubblica.

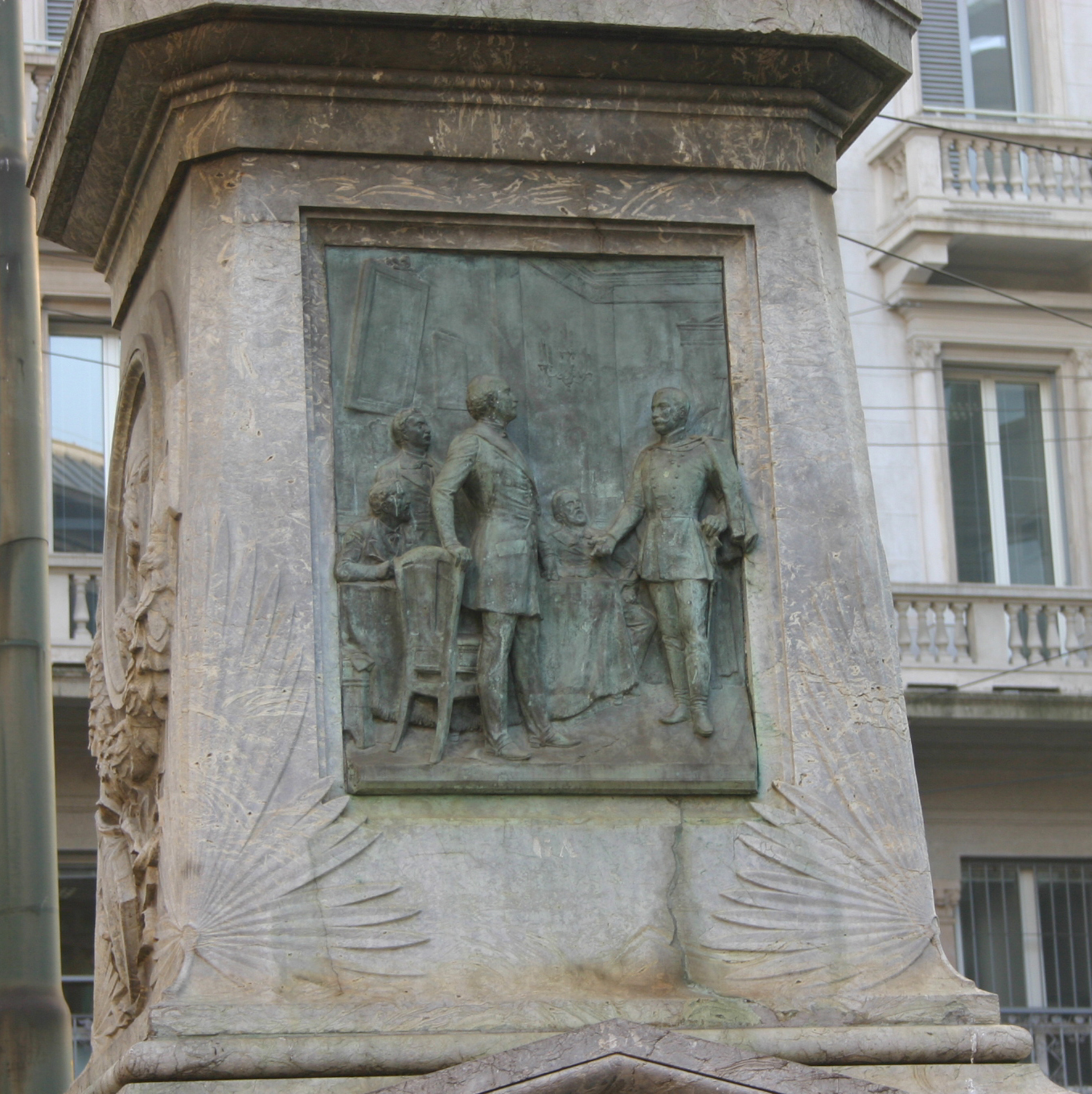
Rifiuto dell'armistizio
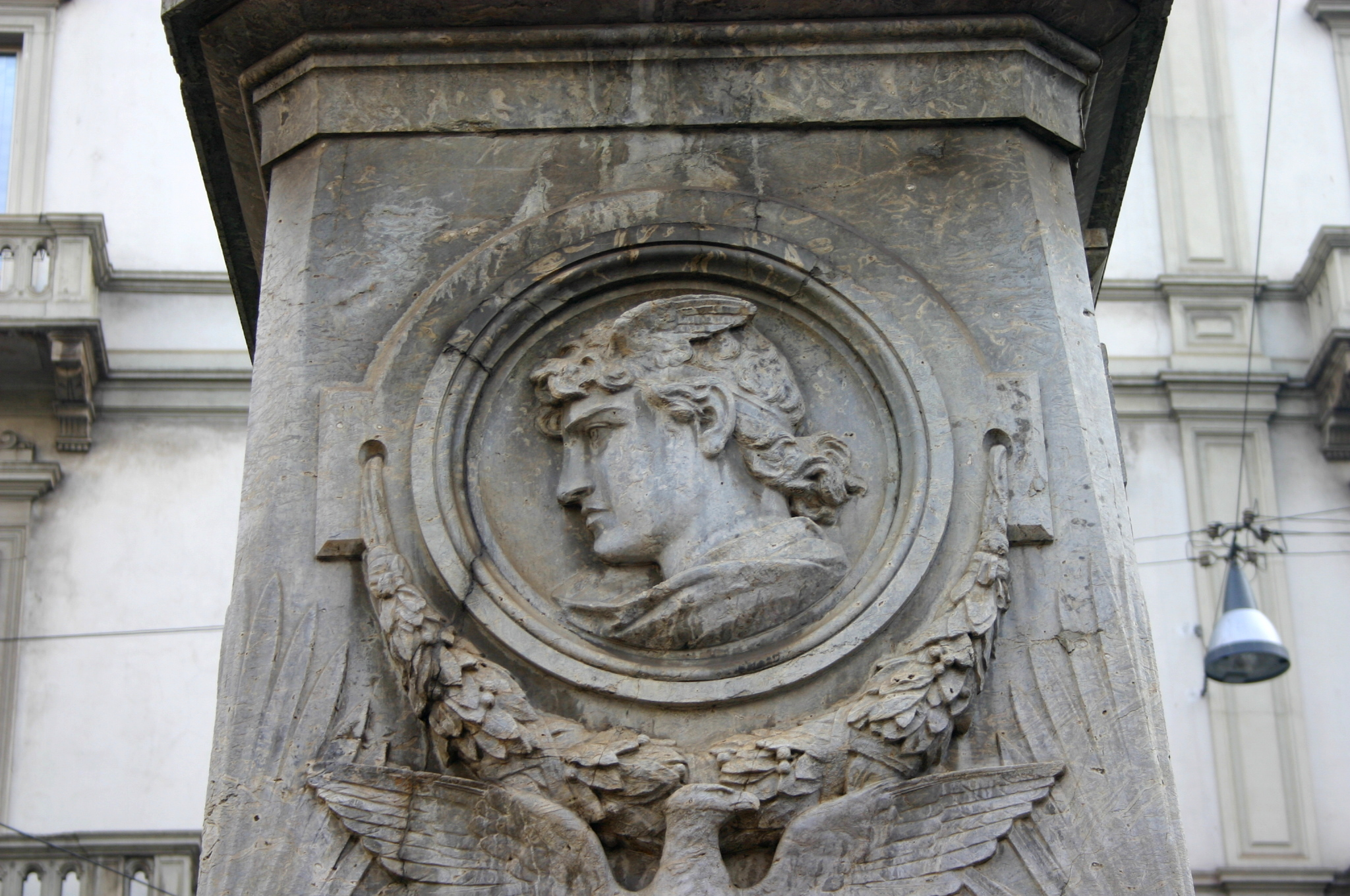
Il Pensiero
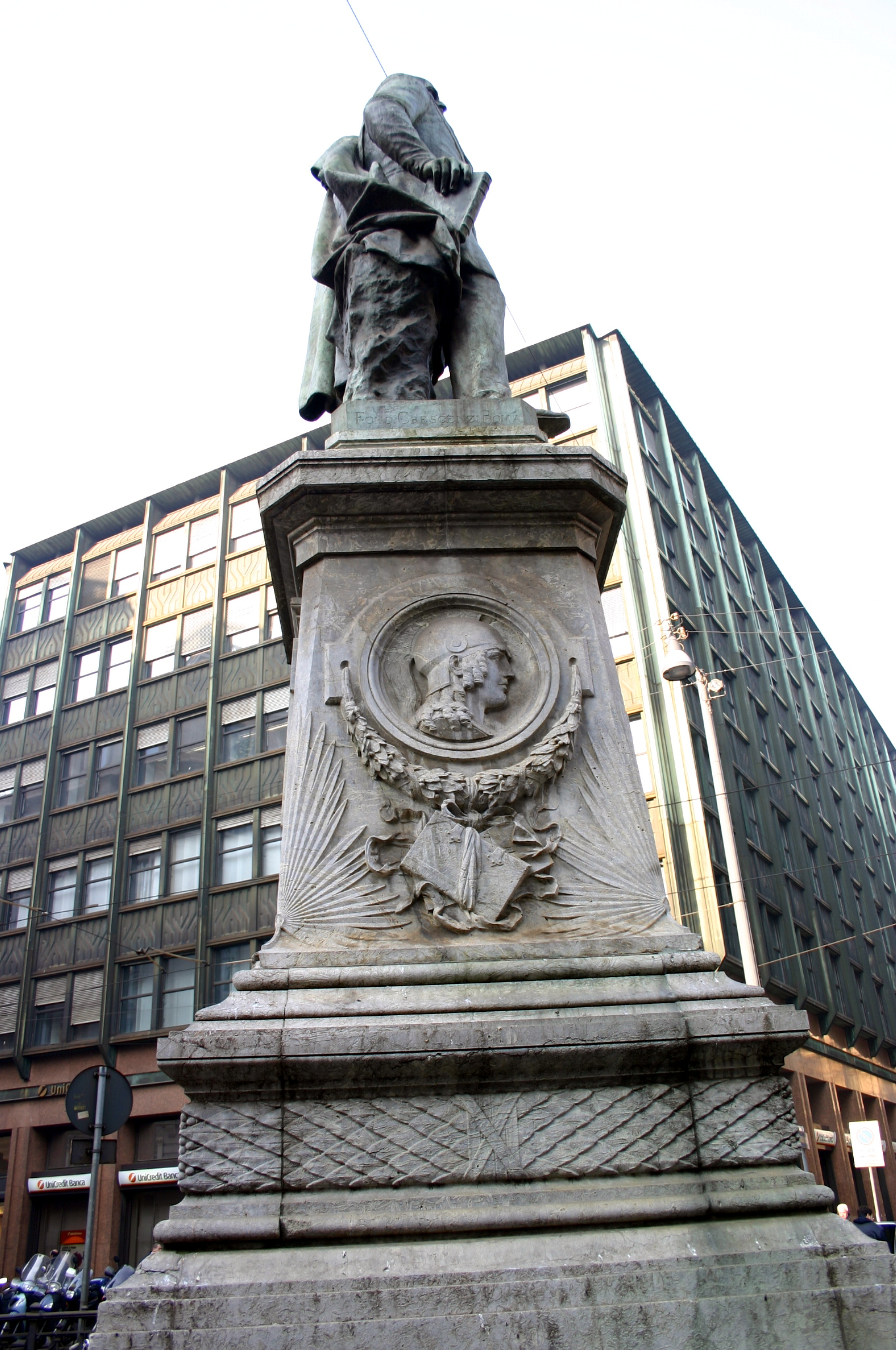
La Sapienza
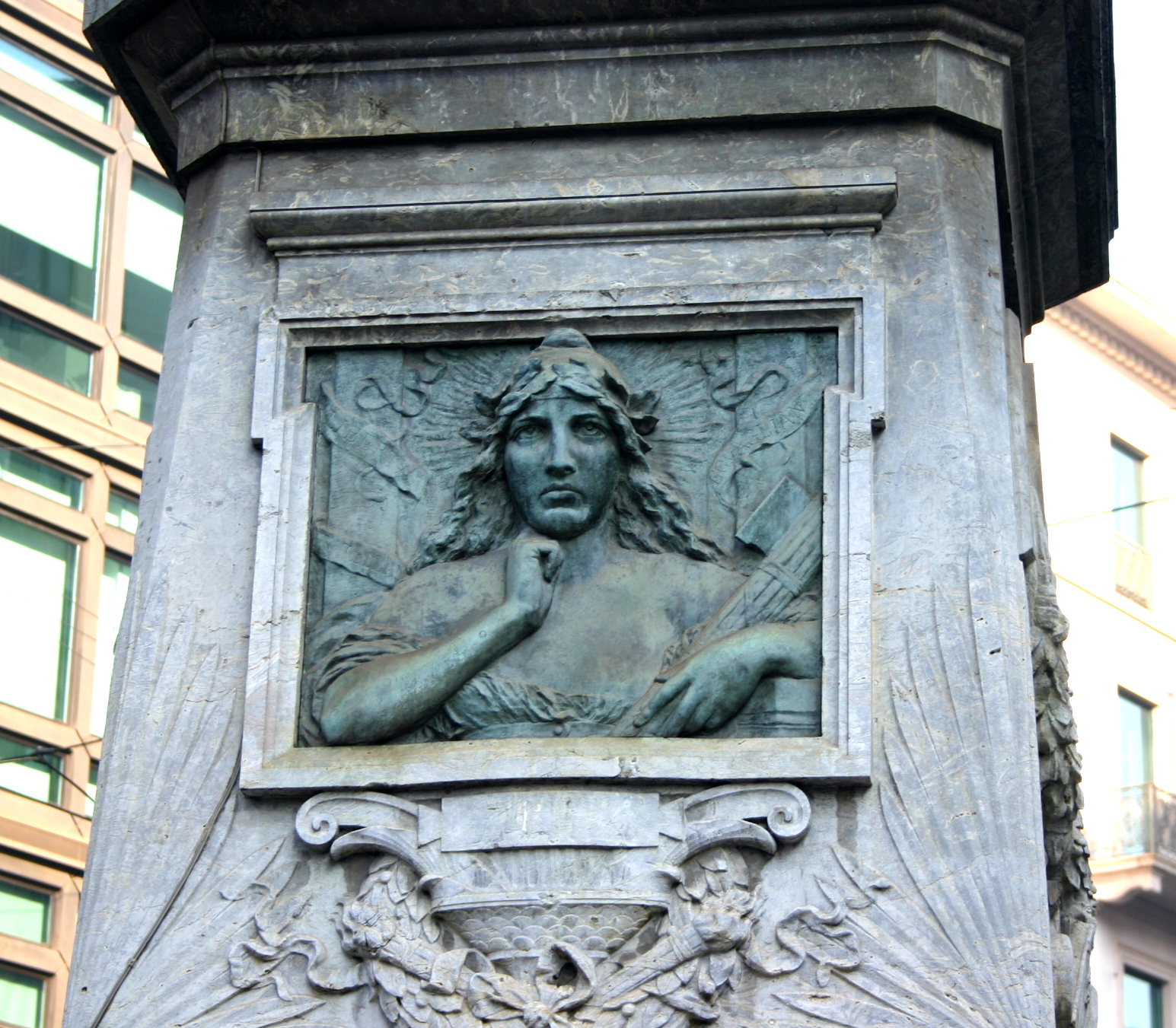
La Libertà o la Repubblica

## Storia
Il monumento fu inaugurato il 23 giugno 1901, centenario della nascita di Cattaneo, con intervento di società repubblicane e di numerose logge massoniche.